# لافينتي بارثا
لافينتي بارثا (بالرومانية: Levente Bartha)‏ هو منافس ألعاب قوى روماني، ولد في 8 مارس 1977.

## وصلات خارجية
- لافينتي بارثا على موقع الاتحاد الدولي لألعاب القوى (الإنجليزية)
- لافينتي بارثا على موقع أوليمبيديا (الإنجليزية)